# Флямуртари (стадион)
„Флямуртари“ (на албански Stadiumi Flamurtari) е многофункционален стадион в град Вльора, Албания.
Разполага с капацитет от 13 000 места. Приема домакинските мачове на местния футболен отбор „Флямуртари“.